# Stanisław Lubieniecki
Stanisław Lubieniecki, (in tedesco Stanislaus de Lubienietz, noto anche come Lubiniezky o Lubyenyetsky o Lubieniecius) (Raków, 23 agosto 1623 – Amburgo, 18 maggio 1675) è stato un teologo, astronomo e storico polacco e importante rappresentante del Socinianesimo.

## Biografia
Ricevette una formazione scolastica all'inizio sia dal padre Krzysztof Lubienietzki che nell'Accademia della sua città natale fino a quando questa non fu in gran parte distrutta a seguito degli eventi della guerra dei trent’anni nel 1638. Successivamente solo dal padre che spesso lo condusse con sé nelle assemblee dell’aristocrazia polacca. Durante un soggiorno di due anni nella città di Toruń prese parte nel 1645, come rappresentante dei Fratelli Polacchi, a tentativi di riconciliazione tra le diverse religioni. Intraprese, quindi, alcuni viaggi in Francia e nei Paesi Bassi durante i quali sostenne diverse discussioni su soggetti religiosi guadagnandosi una buona reputazione. Dopo la morte del padre avvenuta nel 1648 ritornò in Polonia nel 1650 sposando nel 1652 Sophia Brozijski. Nel 1655 dopo lo scoppio della Seconda guerra del nord e l’invasione della Polonia da parte degli Svedesi fu costretto a trasferirsi a Cracovia occupata da questi ultimi con i quali ebbe rapporti di collaborazione diplomatica e di confronto religioso. Alla morte del re Carlo X Gustavo di Svezia la sua posizione fu fortemente indebolita e venne accusato di tradimento per il suo coinvolgimento nei negoziati di pace con gli svedesi. Nel 1660 si recò a Copenaghen ricevendo asilo personale ed una pensione annuale dal re danese Federico III senza tuttavia riuscire ad ottenere asilo, che pure aveva perorato, per i suoi correligionari. Fu quindi costretto a ritirarsi dapprima a Stettino dove si adoperò, ancora una volta, in favore dei suoi correligionari. A causa di rivalità religiose fu costretto a trasferirsi ad Amburgo. Quando la Corte danese decise di non confermargli alcun mandato diplomatico ad Amburgo i suoi rivali lo accusarono di blasfemia ed eresia per cui fu costretto a lasciare quella città e a trasferirsi nel 1668 ad Altona. Nel 1674 tentò di ritornare ad Amburgo ma, ancora una volta, i suoi oppositori ebbero la meglio creando intorno a lui un clima di profonda ostilità. Nel 1675 morì per avvelenamento con due sue figlie. 
A Stanisław Lubieniecki la UAI ha intitolato il cratere lunare Lubieniecki

## Opere

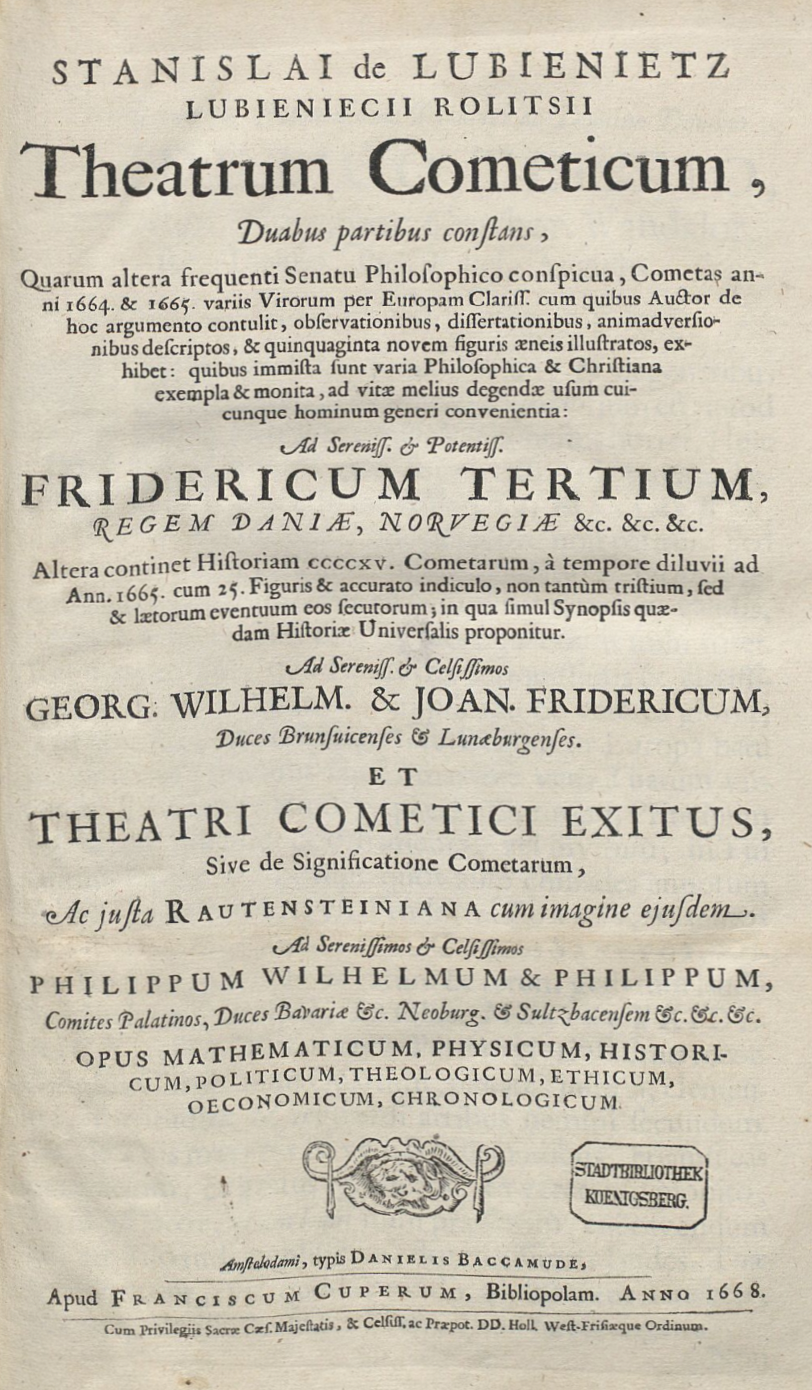
Frontespizio Theatrum Cometicum

Quando la Grande Cometa C/1664 W1 apparve ad Amburgo nel 1664 la osservò dalla propria casa e comunicò le proprie osservazioni, tra gli altri, a Ismael Bullialdus a Parigi e Henry Oldenburg a Londra. Dal 1666 al 1668 riunì tutte le informazioni raccolte da lui e da altri astronomi in tre testi dal titolo complessivo di Theatrum Cometicum. Il primo volume (Theatri Cometici - pars prior - Communicationes de Cometis 1664 et 1665 cum viris per Europam...) contiene il suo carteggio sulla cometa con altri corrispondenti europei negli anni 1664 e 1665 tra cui anche Johannes Hevelius e Athanasius Kircher. La seconda parte (Theatri Cometici - pars posterior - Sive historia cometarum a diluvio ad A.C. 1665..) contiene una dettagliata descrizione di 415 comete dal “Diluvio Universale” al 1665. Il terzo volume (Theatri Cometici Exitus - De Significatione Cometarium...) tratta dei significati astrologici delle comete in cui, tra l'altro, descrisse la stella di Betlemme come una cometa e rappresentò il grande incendio di Londra come una punizione divina annunciata dalla Grande Cometa del 1664. Al tempo della sua morte stava lavorando al testo Historia Reformationis Polonicae che fu pubblicato postumo nel 1685.